# Kiriłł Zdaniewicz

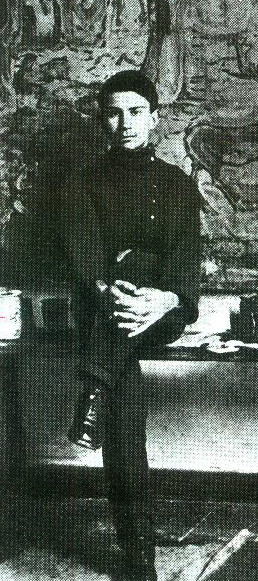

Kiriłł Zdaniewicz (ros. Кири́лл Миха́йлович Здане́вич, gruz. კირილ ზდანევიჩი) ur. 1892 w Kodżori pod Tbilisi, zm. 1969 w Tbilisi – gruziński malarz awangardowy, starszy brat Ilji Zdaniewicza.
Urodził się jako syn Polaka, Michała Zdaniewicza, nauczyciela języka francuskiego, i Gruzinki, Walentyny Gamkrelidze, pianistki, uczennicy Piotra Czajkowskiego. Ukończył w Tbilisi kursy malarstwa i rysunku N. Sklifosowskiego, rozpoczął studia na Akademii Sztuk Pięknych w Petersburgu, lecz studiów nie ukończył.
W roku 1913 wraz z bratem Ilją odkryli w roku 1912 talent samouka-malarza Nika Pirosmanaszwilego. Napisał tekst do pierwszej książki o jego twórczości w 1926 roku. 
Należał do kręgu przyjaciół Michaiła Łarionowa i Natalii Gonczarowej. Był członkiem grupy „Osli ogon” (Ослиный Хвост).
Po przybyciu do Paryża studiował w pracowni rzeźbiarza Aleksandra Archipenki. 
W latach 1917–1920 przebywał w Gruzji, 1920-1921 w Konstantynopolu, potem w Paryżu, skąd powrócił do Tbilisi.
Uczestniczył w akcjach gruzińskich futurystów, opracowywał scenografie dla teatru im. Szoty Rustawelego.
30 lipca 1949 został zaaresztowany i skazany na 15 lat pobytu w Workucie. 25 lutego 1957 został zwolniony, w marcu zrehabilitowany i powrócił do Tbilisi. Po wyjściu z gułagu opublikował swoją książkę o twórczości Niko Pirosmaniego, która po polsku ukazała się w 1968 roku pt. Niko Pirosmani. Malarz naiwny.